# Царица ветров и тьмы
«Царица ветров и тьмы» (англ. The Queen of Air and Darkness) — фантастическая повесть американского писателя Пола Андерсона. Впервые опубликован в апреле 1971 году в журнале The Magazine of Fantasy and Science Fiction.

## Сюжет
Планета Роланд расположена у звезды «Карл Великий» на расстоянии 75 световых лет от Земли и колонизована людьми, которые в силу активности звезды живут только в её полярных районах. Некоторые люди остались жить в городе-порту, другие — дальнопоселенцы — отправились жить подальше от цивилизации в отдалённые районы. Кроме того оказалось, что кроме людей на Роланде скрытно обитает автохтонная раса аутлингов, обладающая способностью воздействовать на психику человека и наводить направленные галлюцинации. Оторванные от остального человечества и живущие самостоятельно уже не одно поколение колонисты, давно находящиеся под телепатическим воздействием аборигенов, приписывают исконным обитателям планеты волшебные способности. Украденные у поселенцев дети тоже живут с аборигенами, не помня своего прошлого.
У жительницы планеты Барбро Каллен аборигены похитили её сына. Детектив Шерринфорд решает помочь ей вернуть ребёнка. Располагая специально оборудованным вездеходом, блокирующим пассажиров от психовоздействия аборигенов, Шерринфорд и Барбро вторгаются во владения аутлингов. Попав в телепатическое поле аутлингов, Барбро оказывается у них в плену и встречается с их правительницей — величественной Царицей Ветров и Тьмы. А детектив захватывает в плен воспитанного аутлингами человеческого подростка по имени Погонщик Тумана, показывает ему аутлингов такими, как они выглядят при психическом воздействии на человека (неземной красоты мужчины и женщины в великолепных одеяниях) и кем они являются в действительности, и объясняет ему, что его всю жизнь обманывали. Преимуществом Шерринфорда является и то, что его мысли непонятны для аутлингов (на Роланде единственный язык на основе английского, а Шерринфорд родился и вырос на другой планете, тоже колонизированной землянами, и его родной язык, на котором он думает, — французский).
В итоге Шерринфорд на вооружённом вездеходе атакует аутлингов и спасает Барбро и её сына.

## Награды
- Премия Небьюла за 1971 год
- Премия «Великое Кольцо» за 1990 год

## Интересные факты
- Детектив Шеррингфорд выведен как Шерлок Холмс космической эры (и сама его фамилия есть первоначальный вариант имени сыщика, согласно запискам А. Конан Дойла)[1].